# Des armes pour Khartoum
Des armes pour Khartoum est le 63e roman de la série SAS, écrit par Gérard de Villiers et publié le 11 juin 1981 aux éditions Plon / Presses de la Cité. Comme tous les SAS parus au cours des années 1980, le roman a été édité lors de sa publication en France à 100 000 exemplaires.
Le roman met en scène la mise à mort par des Tchadiens réfugiés de Ted Brady, chef de poste de la CIA à Khartoum. Ces réfugiés exigent la remise d'armes, en particulier 1200 armes d'assaut. Ils enlèvent alors l'épouse d'Elliott Wing, adjoint du chef de poste, en renouvelant leurs exigences et en impartissant un délai de 10 jours pour obtenir les armes. Malko est envoyé au Soudan pour tenter de faire libérer Mme Wing, étant souligné que la CIA n'a aucune envie de livrer les armes en question.

## Dédicace
Le roman est publié « en souvenir du commandant Pierre Galopin sacrifié à la raison d'État ».

## Personnages principaux

### Américains et alliés
- Malko Linge : héros du roman, autrichien, agent contractuel de la CIA.
- Ted Brady : chef de l'antenne de la CIA à Khartoum.
- Elliott Wing : son adjoint.
- Helen Wing : épouse d' Elliott Wing.

### Marchands d'armes
- Samantha Adler : trafiquante d'armes.
- Ralph : compagnon de Samantha Adler.
- Samy Aravenian : commerçant faisant de l'import-export, notamment d'armes.

### Autres personnages importants
- Habib Kotto : chef de bande tchadien.
- Princesse Raga : princesse Toubous, chef de bande tchadienne.
- Colonel Torit : chef des services secrets soudanais pour la ville de Khartoum.

## Résumé

### Début du roman
Ted Brady, chef de l'antenne de la CIA à Khartoum, a promis des armes à Habib Kotto, un chef de bande tchadien opposé à la Libye. Au dernier moment, le Conseil de sécurité nationale à Washington a refusé la livraison des armes. Ted Brady a été enlevé. Lorsque le roman commence, il est mis à mort : ligoté et attaché un poteau, il est éventré par Habib Kotto et, affaissé, est enseveli par les défécations et l'urine d'un dromadaire.
Elliott Wing, son adjoint, est invité à récupérer le cadavre. Tandis qu'il se dirige vers le lieu de l'exécution et récupère le corps de Brady, sa jeune épouse, Helen, est enlevée par les hommes d'Habib Kotto. Quand il revient à son bureau plus tard, Elliott Wing apprend l'enlèvement de sa femme et les exigences des ravisseurs : des véhicules et 1200 Kalachnikov avec leurs munitions.
Malko est envoyé à Khartoum pour épauler Elliott Wing. Les ravisseurs leur ont donné 10 jours pour livrer les armes.

### Premier plan de Malko
Malko ignore où se trouvent d'Habib Kotto et Helen Wing. La seule solution semble être de remettre les armes. Malko imagine un plan : l'Égypte livrerait les armes directement au Soudan.
Malko fait aussi la connaissance d'une belle femme, avec laquelle il aura des relations sexuelles à plusieurs reprises, la princesse Raga, chef de bande tchadienne ennemie mortelle d'Habib Kotto.
La CIA, sur ordre de la présidence, ne veut pas livrer elle-même des armes, ni que ce soit l'Égypte qui les livre. Il faut que ce soit secret. Elle remet à Malko un budget de 800.000 dollars (valeur 1981) pour qu'Elliott Wing et Malko achètent des armes et les livrent aux ravisseurs.
Malko ne voit qu'une seule personne qui puisse livrer les armes dans un délai si contraint : Samantha Adler, la trafiquante d'armes déjà croisée à plusieurs reprises. Il la contacte téléphoniquement à son domicile à Zurich. Elle accepte de venir à Khartoum. Dès le lendemain, après deux trajets aériens, elle est présente à Khartoum avec son amant Ralph et sa garde rapprochée. Un rendez-vous est prévu avec les émissaires d'Habib Kotto.
Malko et Ralph se rendent au rendez-vous, sans Samantha Adler. C'est un guet-apens. Des coups de feu retentissent : deux gardes du corps de Samantha et Ralph sont tués. Malko ignore qui a organisé le guet-apens.
Quand elle apprend ce qu'il vient de se passer, Samantha Adler refuse la transaction et décide de quitter immédiatement le pays. Le plan de Malko s'effondre et il ne reste que six jours avant la fin de l'ultimatum.

### Second plan de Malko
Le plan de Malko s'est donc effondré. Personne ne touche aux armes à Khartoum sauf Samy Aravenian, un commerçant faisant de l'import-export, notamment d'armes. Malko le rencontre et lui propose d'acheter les Kalachnikov. Un second rendez-vous est prévu à court terme.
Quand Malko rencontre de nouveau Aravenian, celui-ci accepte la transaction. La moitié de la somme des 400000 dollars lui est remise immédiatement.
Quelques jours après, la double rencontre Malko/Aravenian pour les armes et Malko/Habib Kotto a lieu. Aravenian remet les 1200 armes d'assaut avec leurs chargeurs. Malko teste plusieurs armes : elles fonctionnent. Les chargeurs sont corrects.
Prenant les armes, Malko les convoie jusqu'au lieu de rendez-vous avec les émissaires d'Habib Kotto. Quand ceux-ci essaient les armes, elles ne fonctionnent pas. Les percuteurs ont été sabotés : ils fonctionnent pour un chargeur mais pas pour plusieurs chargeurs ! C'est alors que la princesse Raga, chef de bande tchadienne ennemie mortelle d'Habib Kotto, intervient. Des coups de feu sont échangés. Les émissaires de Kotto sont tués. Que faire maintenant ? Malko et la princesse touboue s'allient pour récupérer les percuteurs auprès de Samy Aravenian.
Le soir même, Malko et la princesse Raga pénètrent dans le domicile d'Aravenian. Durant la conversation avec l'Arménien, Malko acquiert la certitude que le colonel Torit a manipulé Aravenian. Ce dernier meurt d'une des balles de Malko.

### Fin du roman
Tout a foiré depuis le début. Il ne reste qu'une seule solution : récupérer Helen Wing par la violence et la surprise. Malko rencontre le colonel Torit et lui apprend que la CIA connaît ses liens avec le régime libyen. Malko lui propose un marché : ou bien il révèle l'endroit où Helen Wing est retenue prisonnière, ou bien le général Nimeiry, chef de l'État, sera mis au courant.
Le colonel Torit indique l'adresse du lieu de détention d'Helen. Le soir, Malko, la princesse Raga et des hommes de son équipe attaquent un bateau amarré sur le Nil. Helen Wing est libérée. Elle révèle à Malko qu'elle a été violée à de multiples reprises par ses geôliers. Quelques heures plus tard, après des rencontres émouvantes avec son mari, elle prend le premier avion pour Le Caire.
Dans les dernières pages du roman, on apprend que la princesse Raga a retrouvé Habib Kotto et l'a décapité.

## Autour du roman
- Malko avait déjà croisé à plusieurs reprises Samantha Adler dans Amok à Bali (SAS n°17 - 1970) et Le Bal de la comtesse Adler (SAS n°21 - 1971).
- Gulé, la « panthère noire » croisée dans Les Pendus de Bagdad (SAS n°14 – 1969) est citée dans le roman[1].

## Arrière-plan historique
La dédicace du roman fait penser aux deux « chefs de bande » tchadiens des années 1970, devenus tour à tour chefs de l'État tchadien et connus pour les enlèvements contre rançons d'Occidentaux.
Ainsi, dans les années 1970, Goukouni Oueddei et Hissène Habré avaient enlevé l'ethnologue Françoise Claustre et assassiné le commandant Pierre Galopin chargé des négociations.
Goukouni Oueddei dirigeait les Forces armées populaires (FAP) (en), mouvement rival des Forces armées du Nord d'Hissène Habré, les deux étant opposés au régime dictatorial de Tombalbaye. Les FAP de Goukouni Oueddei étaient soutenues par la Libye de Kadhafi, tandis que les FAN d' Hissène Habré étaient soutenues par le Soudan.